# Marcin Morawski
Marcin Morawski (ur. 3 maja 1980 w Bolesławcu) – polski piłkarz grający na pozycji pomocnika, trener piłkarski.

## Życiorys
Był juniorem Zagłębia Wałbrzych, a seniorską karierę rozpoczynał w innym wałbrzyskim klubie, Górniku. W 2000 roku został zawodnikiem Widzewa Łódź. W I lidze zadebiutował 29 lipca w wygranym 3:2 meczu z Orlenem Płock. Ogółem w rundzie jesiennej sezonu 2000/2001 wystąpił w 16 oficjalnych meczach Widzewa, w tym w 13 ligowych. W rundzie wiosennej był wypożyczony do niemieckiego TSV Havelse, grającego wówczas w Oberlidze. W czerwcu wrócił do Widzewa, po czym został wypożyczony do Włókniarza Mirsk. Do macierzystego klubu powrócił w listopadzie, w całym sezonie rozgrywając 10 spotkań w I lidze. W rundzie jesiennej sezonu 2002/2003 grał na wypożyczeniu w Ceramice Opoczno, a rundę wiosenną spędził na grze w Widzewie. W sezonie 2003/2004 występował w klubach z niższych lig, początkowo powracając do Włókniarza Mirsk. Jednakże po zakończeniu rundy jesiennej z przyczyn finansowych opuścił drużynę, a jego nowym pracodawcą został Promień Żary. Po zakończeniu sezonu podpisał dwuletni kontrakt z Zagłębiem Sosnowiec. W sosnowieckim klubie rozegrał 57 spotkań ligowych. W 2006 roku Zagłębie nie przedłużyło kontraktu z Morawskim i przeszedł on na sezon 2006/2007 do Górnika Polkowice.
Sezon 2007/2008 spędził na grze w GKP Gorzów Wielkopolski, zaś od 2008 roku reprezentował Górnika Wałbrzych. Z klubem tym uzyskał awans do trzeciej oraz drugiej ligi. W 2010 roku uzyskał uprawnienia trenera II klasy. W 2013 roku przeszedł do Polonii Świdnica, a w styczniu 2015 roku został grającym trenerem w tym klubie. Pod jego wodzą Polonia zajęła szóste miejsce w lidze oraz zdobyła okręgowy Puchar Polski. W czerwcu wspólnie z Robertem Bubnowiczem objął Górnika Wałbrzych, zostając grającym trenerem. W 2017 roku został piłkarzem oraz drugim trenerem AKS Strzegom.

## Statystyki ligowe
| Sezon         | Klub                    | Liga     | Mecze | Gole |
| ------------- | ----------------------- | -------- | ----- | ---- |
| 2000/2001 (j) | Widzew Łódź             | I liga   | 13    | 0    |
| 2000/2001 (w) | TSV Havelse             | Oberliga | 12    | 4    |
| 2001/2002     | Widzew Łódź             | I liga   | 10    | 0    |
| 2002/2003 (j) | Ceramika Opoczno        | II liga  | 15    | 1    |
| 2002/2003 (w) | Widzew Łódź             | I liga   | 5     | 0    |
| 2003/2004 (j) | Włókniarz Mirsk         | IV liga  | ?     | 8    |
| 2003/2004 (w) | Promień Żary            | III liga | ?     | 0    |
| 2004/2005     | Zagłębie Sosnowiec      | II liga  | 33    | 1    |
| 2005/2006     | Zagłębie Sosnowiec      | II liga  | 24    | 1    |
| 2006/2007     | Górnik Polkowice        | II liga  | 19    | 0    |
| 2007/2008     | GKP Gorzów Wielkopolski | III liga | 20    | 2    |
| 2008/2009     | Górnik Wałbrzych        | IV liga  | ?     | ?    |
| 2009/2010     | Górnik Wałbrzych        | III liga | 25    | 5    |
| 2010/2011     | Górnik Wałbrzych        | II liga  | 30    | 6    |
| 2011/2012     | Górnik Wałbrzych        | II liga  | 30    | 7    |
| 2012/2013     | Górnik Wałbrzych        | II liga  | 31    | 3    |
| 2013/2014     | Polonia/Sparta Świdnica | III liga | 33    | 9    |
| 2014/2015     | Polonia-Stal Świdnica   | III liga | 27    | 9    |
| 2015/2016     | Górnik Wałbrzych        | III liga | 25    | 2    |
| 2016/2017     | Górnik Wałbrzych        | III liga | 33    | 4    |
| 2020/2021     | AKS Strzegom            | IV liga  | 17    | 9    |